# Peter Mgangira
Peter Mgangira (Lilongué, 6 de outubro de 1980) é um futebolista malauiano que atua como defensor.

## Carreira
Peter Mgangira representou o elenco da Seleção Malauiana de Futebol no Campeonato Africano das Nações de 2010.